# Breuillet, Charente-Maritime
Breuillet là một xã trong tỉnh Charente-Maritime Charente-Maritime trong vùng Nouvelle-Aquitaine, tây nam nước Pháp. Xã Breuillet, Charente-Maritime nằm ở khu vực có độ cao từ 0-34 mét trên mực nước biển.